# Mateja Vraničar

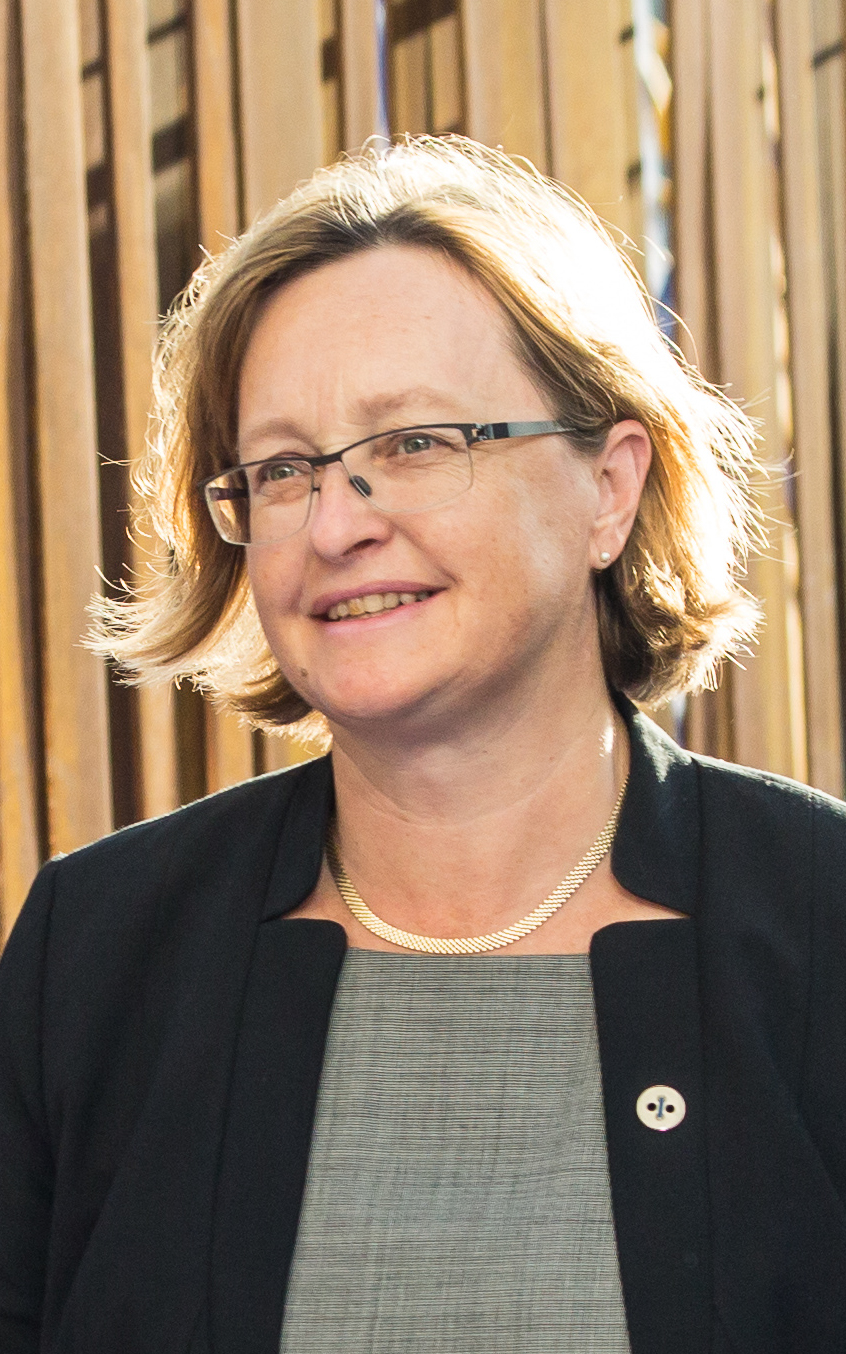
Vraničar am Rande eines ECOFIN-Treffens im Juli 2020

Mateja Vraničar Erman (* 7. November 1965 in Ljubljana) ist eine slowenische Regierungsbeamtin und Politikerin. Zwischen September 2016 und September 2018 war sie slowenische Finanzministerin.

## Werdegang
Die Juristin Vraničar, die an der Universität Ljubljana als Magister graduierte, wirkte nach der Unabhängigkeit Sloweniens 1991 an verschiedenen Gesetzgebungen mit. Insbesondere leitete sie die Arbeitsgruppe zur Ausarbeitung des slowenischen Zollgesetzes, das mit dem Vorgaben der Europäischen Zollunion in Einklang stand. Nach verschiedenen Aufgaben im slowenischen Finanzministerium stieg sie dort 2010 zur Staatssekretärin auf. Nach dem Rücktritt Dušan Mramors als Finanzminister wurde sie am 21. September 2016 auf Vorschlag des Ministerpräsidenten Miro Cerar als unabhängige Expertin zur Nachfolgerin gewählt. Während ihrer zweijährigen Amtszeit nahm sie Aufgaben unter anderem bei der Europäischen Investitionsbank, dem Europäischen Stabilitätsmechanismus und der Weltbank wahr. Aufgrund geänderter Mehrheitsverhältnisse nach der Parlamentswahl in Slowenien 2018 kam es zu einem Regierungswechsel, im September des Jahres trat das Kabinett Šarec den Dienst an, in dem Andrej Bertoncelj unter Ministerpräsident Marjan Šarec zum Finanzminister berufen wurde. Vraničar kehrte zunächst auf den Staatssekretärsposten zurück, wurde aber im Oktober von Šarec freigestellt. Anschließend nahm sie verschiedene Aufgaben im Finanzministerium wahr, unter anderem als Mitarbeiterin in einer Arbeitsgruppe zur Europäischen Zollunion.
Im Juli 2019 wurde Vraničar als Nachfolgerin von Ana Polak Petrič als Sonderbeauftragte der Regierung für Erbschaftsfragen eingesetzt und blieb bis März 2021 im Amt. Im Juli 2022 ernannte sie die Regierung als Nachfolgerin von Miho Pogačnik zur slowenischen Vertreterin bei der Bank für Internationalen Zahlungsausgleich.